# Jan Verheyden (1923-2008)

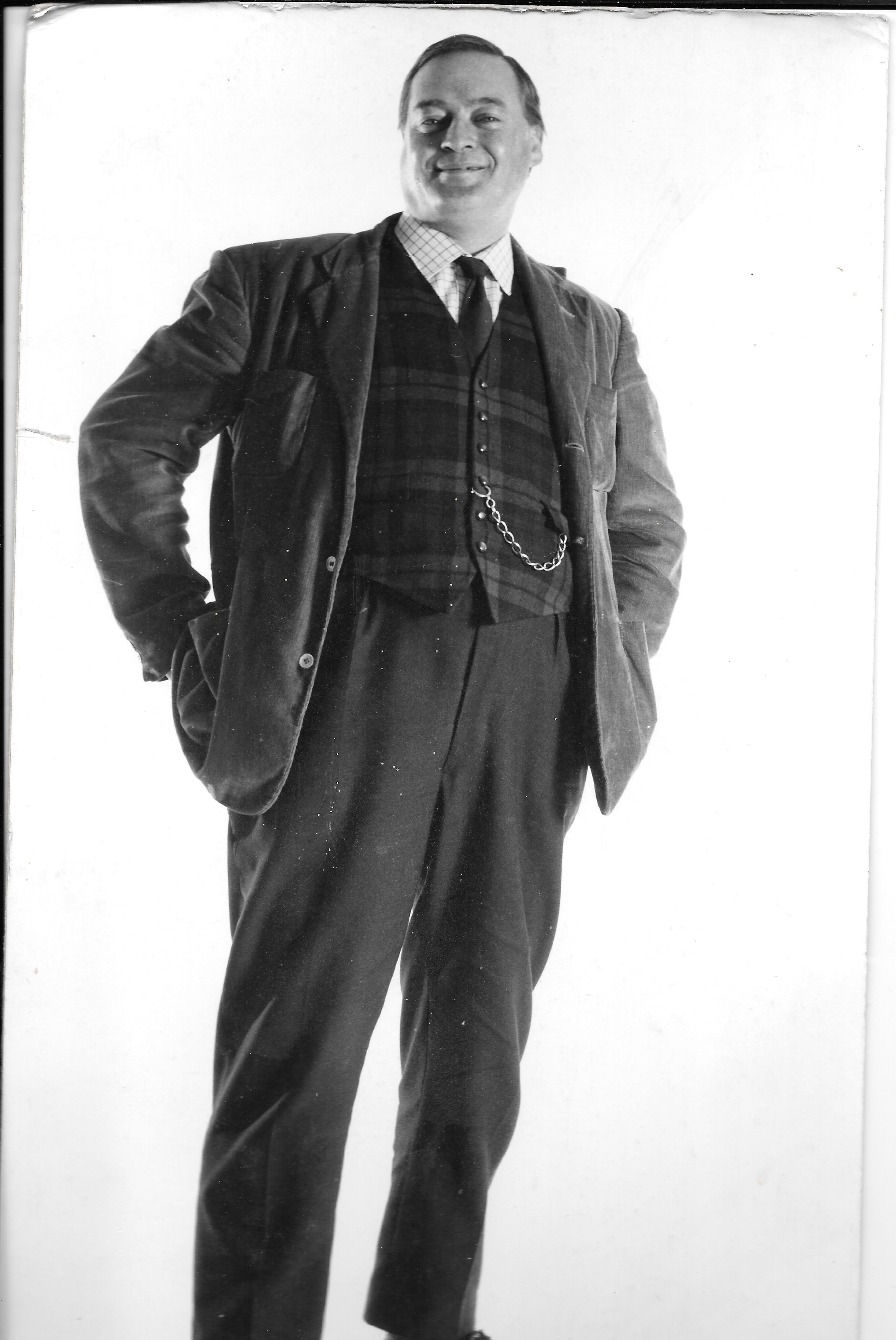
Portret van Jan Verheyden

Jan Verheyden (Puurs, 10 april 1923 - Brussel,  2008) is een Belgisch kunstenaar in het impressionisme en expressief tekenen. Zijn specialiteit was het tekenen van bewegingen, acties en vrouwelijke lichamen in het zwart-wit. Verheyden was ereburger van Puurs. 

## Levensloop
Jan Verheyden was de zoon van Albert Verheyden en Elisabeth De Wachter die een winkel in koloniale waren hielden. Hij studeerde onder meer aan de Koninklijke Academie voor Schone Kunsten te Gent, het Nationaal Hoger Instituut voor Schone Kunsten in Antwerpen en de École Nationale Supérieure des Beaux Arts in Parijs. Oorspronkelijk geïnspireerd door Rembrandt en Rubens leerde Verheyden de knepen van het vak. In 1956 trouwde hij met Geneviève Masoin, die zijn passie voor kunst deelde.
Verheyden heeft lange tijd gewerkt bij reclamebureau Lintas van Unilever waar zijn talenten goed van pas kwamen. Hierna ging hij aan de slag als kunstleerkracht in de school van het Sint-Lucas instituut.
Pas na zijn pensioen is Verheyden intensief begonnen met het maken van kunst. Zijn werken worden nog regelmatig tentoongesteld in verschillende culturele centra en galerijen, zoals in 't Blikveld en galerie Hangar 311 in Mechelen.